# 強烈熱帶風暴約克
颱風約克（英語：Typhoon York，國際編號：9915，中國大陸編號：9910，聯合颱風警報中心：21W，菲律賓大氣地球物理和天文服務管理局：Neneng）是1999年太平洋颱風季第16個被命名的風暴。
約克橫過珠江口期間，一度使港澳兩地氣象部門分別懸掛最高級別的十號颶風信號以及十號風球，是香港於主權移交後首次發出最高信號、最後一次以「懸掛」方式發出九號或以上熱帶氣旋警告信號及20世紀最後一次九號或以上熱帶氣旋警告信號，更是香港自1964年以來首次在年內需要發出兩次九號或以上熱帶氣旋警告信號；同時亦為澳門於1990年代的第二次、20世紀及主權移交前最後一次發出十號信號；港澳兩地懸掛十號風球的時間分別長達11及8.5小時。

## 發展過程
太平洋海面，一個熱帶擾動在1999年9月9日在呂宋以東形成。初時和它南方的另一擾動（即後來的熱帶風暴思雅）爭相發展，所以初時增強較慢。它於9月12日在呂宋以東增強為一熱帶低氣壓。該系統形成初期強度一直處於熱帶低氣壓強度的下限，後來一個新的中心在呂宋以西的南海北部形成，並取代原有中心。在13日在南海東部加強為熱帶風暴，命名為約克。約克在南中國海向北移動，在14日加強成一強烈熱帶風暴，然後改向西北移動。15日下午，約克幾乎停留不動，直至深夜方再開始向西北方向移動，翌日港澳兩地認為其已增強為颱風等級。同日早上，約克掠過香港南部水域後在大嶼山西南部登陸，並經過大澳進入珠江口，其後於珠海香洲區一帶第二次登陸，最後於9月17日清晨在廣東內陸消散。

## 影響

### 菲律賓
約克在9月12日於馬尼拉東北約420公里處發展為熱帶低氣壓。它向西移動，橫過呂宋北部，並導致18人在山泥傾瀉中死亡。卡加延河谷地區嚴重水浸，降雨達400毫米，導致大米等農作物失收。

### 香港
- 當地懸掛之最高熱帶氣旋警告信號： 十號颶風信號
- 最接近當地時間：1999年9月16日上午10時
- 最接近當地位置：香港天文台總部之西南偏南約20公里（掠過香港境內）

香港天文台在9月13日上午10時45分懸掛一號戒備信號，當時約克位於香港東南約690公里處，香港天氣酷熱。由於約克移動緩慢、近乎停滯不前，14日香港吹和緩北風，天氣持續酷熱。隨著約克增強為強烈熱帶風暴並採取偏北路徑，移向廣東沿岸，風勢開始增強。一號信號維持近2日，天文台在9月15日上午10時15分懸掛三號強風信號。當天下午約克幾乎停留不動，但香港普遍風勢開始加強。約克於當天晚上7時至翌日凌晨開始再次停留不動，期間增強為颱風（當時天文台尚未升格），天文台於晚上表示翌日清晨可能懸掛八號信號。在約克的雨帶影響下，本港天氣開始轉壞及有幾陣狂風驟雨。在9月16日凌晨，約克加速至每小時約20公里，並開始趨向香港，當時約克的最高持續風速為每小時130公里。隨著約克恢復向西北移動，直指香港而行，香港風力在9月16日凌晨急劇增強，天文台需於3小時半之內接連改掛八號、九號及十號信號。天文台在9月16日凌晨3時15分懸掛八號西北烈風或暴風信號。當時約克集結在香港之東南約130公里。天文台指約克會相當接近香港，有機會懸掛更高信號。後來當約克的眼壁掃過橫瀾島時，該島錄得每小時169公里的10分鐘平均風速，顯示約克已是一成熟颱風。本地風勢在隨後數小時迅速增強，天文台在凌晨5時20分懸掛九號烈風或暴風風力增強信號，當時約克集結在香港天文台總部之東南偏東約100公里。其後約克改向西北偏西方向移動並一度加速逼近，天文台在早上6時45分懸掛十號颶風信號，當時約克集結在天文台總部之東南偏南約40公里。香港普遍吹暴風至颶風，風向由北至西北風轉吹東北風，南部吹旋風，之後香港多處受到風眼籠罩，風力急降。約克在上午10時最接近香港天文台總部，在天文台總部之西南偏南20公里掠過。
約克中心掠過香港南部的南丫島和長洲，最後橫過大嶼山，進入珠江口。下午香港風力急速回升，廣泛地區受偏南暴風至颶風影響。由於約克在香港境內移動緩慢，十號信號維持11小時，是1931年香港熱帶氣旋警告信號改制後，生效時間最長的十號信號。橫瀾島的10分鐘平均風速達每小時169公里，僅次於2018年超強颱風山竹。長洲和西貢錄得最高10分鐘平均風速為每小時122公里，均達颶風程度。另外，向來受地形屏蔽的青衣島持續受約克的北面眼壁影響，青衣蜆殼油庫錄得最高10分鐘平均風速每小時104公里，為1992年設站至今的最高紀錄；而維多利亞港內的尖沙咀天星碼頭及北角亦受暴風影響；打鼓嶺亦罕有地錄得持續烈風風速每小時63公里，是該站唯一一次的烈風紀錄。約克橫過珠江口後，在珠海附近登陸並減弱為一強烈熱帶風暴，因此天文台在下午5時45分改掛八號西南烈風或暴風信號。隨著約克減弱和遠離，香港風力繼續緩和，天文台在晚上10時10分改掛三號強風信號，再於9月17日凌晨12時45分除下所有熱帶氣旋警告信號。
約克在香港境內肆虐期間，亦為全港帶來持續狂風暴雨。天文台於9月16日凌晨4時50分發出黃色暴雨警告信號，並於37分鐘後，即在凌晨5時27分發出紅色暴雨警告信號。隨著約克減弱及遠離本港，天文台在當日下午6時40分直接取消所有暴雨警告信號。這是暴雨警告信號在1992年設立後，最長的紅色暴雨警告信號，維持13小時13分鐘。

#### 影響及傷亡
在約克的影響下，一名在十號信號懸掛期間於長洲玩滑浪的男子被巨浪捲走64小時後被發現死亡，另一名男子9月16日早上於將軍澳景林邨被大風吹起的雜物擊斃。除造成2人罹難外，受傷人數逾500人，是二次大戰以來最多人受傷的香港風災，其中11名傷者情況一度嚴重。共有800多個招牌塌下及4000多棵大樹被吹倒，大量道路被塌下樹木阻塞，街上隨處可見破爛招牌。逾90條道路局部封閉。根據報章所報導，直接經濟損失約為數十億港元。
灣仔數幢大廈的玻璃幕牆給強風吹落，其中稅務大樓、入境事務大樓及灣仔政府大樓共有400多塊玻璃掉到地面。一天秤亦被吹塌，擊中附近一幢大廈後，倒在灣仔謝斐道上，引致懷疑洩漏煤氣，共25人要被迫要疏散。在荃灣，一煙囪被吹斷，塌落荃灣路上。另一貨櫃辦公室也被吹落海，在皇后碼頭附近漂浮。
約克帶來的暴雨造成64宗水浸，大部份位於新界區。超過300多人要遷離，包括受山泥傾瀉及水浸威脅的91名深井新村居民。約400個漁排受影響，其中189漁戶報稱損失嚴重。在錦田、打鼓嶺、上水及大埔等地，超過340多公頃農田被浸，合約800農戶損失慘重。
在惡劣天氣影響下，全港海、陸、空交通皆陷於癱瘓。巴士、渡輪、輕鐵、地鐵架空路段（機場快綫除外）及九廣鐵路全部停駛。有停泊於巴士總站的巴士被塌下的大樹壓毀車身。超過470多班航機在惡劣天氣下延誤或被迫取消，共8萬多名乘客受影響
。
在約克的吹襲下，新界及九龍區多處電力中斷，約6萬名新界居民至風災翌日（9月17日）仍受到停電影響。消防處共出動460多次，拯救因電力中斷而被困升降機的乘客。在長洲及西貢等地，食水供應亦一度停頓。
約克亦在海上造成嚴重毀壞。一艘貨輪在大嶼山以西沉沒，幸五名船員全獲飛行服務隊拯救。另兩艘船隻擱淺。一艘運載石油氣貨船被吹往赤鱲角，引致機場北跑道在9月16日封閉。西貢多艘船隻及遊艇擱淺或受到損壞。
在9月17日，數萬架貨櫃車堵塞了所有通往葵涌貨櫃碼頭的道路，造成嚴重擠塞。多區大樹塌下阻礙多條行車線，加上多條巴士線改道，令多區交通也擠塞。當日仍有20多間學校因仍需要進行善後工作而停課，逾2萬名學生受影響。

### 葡屬澳門
- 當地懸掛之最高熱帶氣旋信號：  十號風球
- 最接近當地時間：9月16日下午4時
- 最接近當地位置：澳門以北約10公里[4]

氣象台在9月13日下午2時懸掛一號風球，9月15日早上7時改掛三號風球，約克自13日晚上10時至14日凌晨4時及15日上午10時至下午4時，曾兩度偏西移動，大部分時間都是向西北偏北緩慢移動。至15日晚上7時，約克開始改變向西北方向移動，速度亦由10公里增至12公里，同日晚上，約克曾停留不動。9月16日午夜過後，約克恢復移動並增強為颱風，中心最高風速由112公里大幅增強至148公里，氣象台於早上6時半懸掛八號西北風球，一個半小時後，來往澳門與氹仔的兩條大橋封閉。隨著約克橫過香港大嶼山並對澳門步步進逼，氣象台在上午11時改掛九號風球。下午12時半，約克移動速度增至15公里並移至澳門之東北偏東約40公里，此時氣象台宣佈懸掛十號風球，為90年代第二次及1964年以來第五次懸掛此風球。下午4時，約克最接近澳門，距離澳門以北只有約10公里，半小時後登陸珠海。
在9月16日晚上9時，約克距離澳門西北約50公里，以每小時8公里向西北偏北移動，並由颱風減弱為強烈熱帶風暴，中心最高風速回落至110公里，氣象台遂除下十號風球，改掛八號西南風球，十號風球共懸掛8小時30分鐘。氣象台9月17日午夜12時改掛三號風球，兩條行車大橋隨即解封，離島與澳門恢復交通，凌晨1時港澳客船亦恢復航行，氣象台於早上6時除下所有風球。
受約克的正面吹襲影響，澳門多處狂風暴雨，廣泛地區風勢强勁，大潭山錄得每小時平均風速達108公里，陣風更達181公里，總雨量則達153.6毫米。市區及離島發生逾120宗吹倒樹木﹑棚架﹑圍板及招牌等意外，北區有煙囱被强風吹倒，多輛私家車被壓毀，交通受阻，消防員頻頻出動，疲於奔命，除一人被墮下的招牌壓傷腳部外，幸未有更嚴重之傷亡報告。海、陸、空交通近乎癱瘓，全澳大、中、小學全部停課，商店絕大部分沒有開業，賭場剩下葡京一間繼續營業，市面一片冷清。兩條連接澳門及氹仔的大橋封閉，來往澳門及香港的渡輪及直升機服務亦要停航。除的士外，所有巴士路綫停止服務。澳門國際機場雖然繼續運作，但也有30多班航機被迫取消升降，包括來往澳門及台灣的班機。

### 中國大陸
約克於9月16日下午4時半登陸珠海唐家湾镇，中心最大風力達12級（颶風），隨後以每小時8公里向西北移動。晚上9時，集結在佛山西面的約克減弱為強烈熱帶風暴，並漸轉西北偏北移動。9月17日凌晨3時在肇慶廣寧縣減弱為熱帶風暴，4時再次轉為西北方向移動，早上8時集結在懷集縣附近並進一步減弱為一熱帶低氣壓，下午2時於廣西賀州市東南面轉化為一低壓區並消散。約克正面影響珠江口一帶，釀成15人死亡、700人受傷，直接經濟損失約為2億多元人民幣。珠江口西岸的影響較嚴重，其中9名死者包括：汕尾嚴重車禍6死34傷、中山2死及廣州1死21傷，另珠海與深圳亦分別有71人及17人受傷。

#### 珠海
當地懸掛之最高颱風預警信號：  颱風四號風球
9月16日凌晨5時，珠海市氣象台懸掛第二高的颱風四號風球（相等於現今的颱風橙色預警信號），並同時發出黃色暴雨警告信號。政府通知全市機關學校無需上班上學。珠海市公共汽車公司也一改以往風雨無阻的做法，於上午10時起暫停全市的巴士運行，市民出門只能乘搭出租車，珠海大橋於下午1時被迫首次封閉，禁止車輛通行。在約克肆虐下，珠海共有71人受傷需到醫院治療，全市大中小學和企事業單位全面停課停工，機場、港口和巴士公司等停止運作，供電供水和電話線路多處故障，數萬居民曾一度無電力供應。全市被強風吹倒的樹木達九千多棵，四百多處棚架、廣告牌及玻璃窗被吹落街的報告，另有約20宗道路水浸事件。約克給珠海造成的直接經濟損失達1億元左右。下午4時半，約克在唐家湾镇登陸。受約克的影響，珠海市整天颳起強風，據珠海市氣象台的數據顯示，珠海市區風力6至8級，陣風9至10級，海上風力8至9級，陣風最大達12級。

#### 中山
1999年9月16日，約克正面吹襲中山市五桂山鎮，普降暴雨，陣風12級，台風過程雨量達456毫米。中午12時左右，中興絲織公司二部女員工吳夏嬌、黎連芬兩人在食堂吃午飯後回廠途中，由于風力大，路旁的圍牆突然倒塌，兩人躲閃不及被壓倒，身受重傷。意外發生後，同路的同事馬上把傷者救回值班室，隨即公司領導立即把傷者送往市博愛醫院搶救，但由于傷及要害，兩人經搶救無效死亡。同日傍晚，龍塘村一名婦女被困在激流中的電線杆上。接到報告後，鎮黨政領導立即奔到出事點組織搶救。隨即市委書記崔國潮等市領導也趕到出事點指揮搶救。公安幹警、軍分區官兵以及自發趕來的群衆，經過幾個小時的艱苦努力，終于將被困婦女馬偉瓊從激流中救出。

#### 廣州
9月16日傍晚，約克橫過珠海後向西北移動並減弱為強烈熱帶風暴，17日早上最接近廣州，位於廣州西南偏西約30公里處，並伴隨狂風驟雨。廣州市政府遂命令市教委於早上8時半發出所有學校停課的緊急通知，是廣州市自1983年颱風愛倫後、近16年來首次因颱風正面吹襲而宣佈停課，惟全市140萬中小學生及幼稚園學童均已到達學校上課，中學立即讓所有學生自行離校，小學及幼稚園教師接到通知後則馬上與家長聯繫以接回學童，但大多聯繫不上，不少家長抱怨通知太遲，以至要臨時放下手上工作去接孩子，造成不便，有些學校更在上完一至兩堂課後才接獲停課的電話通知。停課後，老師、家長均手忙腳亂，學生卻樂得多了一天假而四處閒逛。上午9時過後，廣州的遊戲機舖和麥當勞、肯德基等快餐店擠滿大量身穿校服的學生。廣州市教委負責人表示，對於惡劣天氣而停課的先例不多，的確有必要如香港一樣建立制度，規定幼稚園、小學、中學、大學及其他院校分別在何種惡劣天氣下應停課。

#### 汕尾
在狂風暴雨影響下，深汕高速公路發生一宗致命車禍，造成6死34傷。9月15日晚上10時許，廈門中旅社一輛旅遊車在福建龍海上客，準備開往深圳。9月16日凌晨約4時半，車輛進入汕尾埔邊路段時，睡夢中的乘客被車外的大風驚醒，感到車輛嚴重晃動，車長被迫數次作「S」蛇形般行駛，當時已有多名乘客要求車長暫時將車停在路邊，等待風力減弱後才開行，但車長並無理會，4時50分旅遊車即失控撞向路中央石壆，翻轉180度倒於對面車道上。事發地點為手機接收盲點，只好由唯一沒有受傷的副車長步行去報警，約一小時後，交通警員及救護人員才趕到現場搶救傷者及送往當地醫院救治，證實造成5女1男乘客死亡及34名乘客連同正車長受傷，其中香港乘客1死7傷。傷者中，2人一度危殆、10人傷勢嚴重、其餘情況穩定。廈門中旅社亦派員到場處理有關賠償及善後工作，並全包香港人傷者的醫療費，其他賠償則按中國大陸旅客標準加3倍，惟沒有傷者接受。

## 熱帶氣旋警告使用紀錄

### 香港
| 香港天文台 熱帶氣旋警告信號 | 香港天文台 熱帶氣旋警告信號 | 香港天文台 熱帶氣旋警告信號 |
| --------------------------- | --------------------------- | --------------------------- |
| 上一熱帶氣旋                | 一號戒備信號                | 下一熱帶氣旋                |
| 熱帶風暴芸蒂                | 一號戒備信號                | 強烈熱帶風暴錦雯            |
| 颱風森姆                    | 三號強風信號                | 強烈熱帶風暴錦雯            |
| 颱風森姆                    | 八號西北烈風或暴風信號      | 強烈熱帶風暴錦雯            |
| 颱風森姆                    | 八號西南烈風或暴風信號      | 強烈熱帶風暴錦雯            |
| 颱風森姆                    | 八號烈風或暴風信號          | 強烈熱帶風暴錦雯            |
| 颱風瑪姬                    | 九號烈風或暴風風力增強信號  | 強颱風杜鵑                  |
| 超強颱風愛倫                | 十號颶風信號                | 強颱風韋森特                |

### 葡屬澳門
| 地球物理暨氣象台 熱帶氣旋信號 | 地球物理暨氣象台 熱帶氣旋信號 | 地球物理暨氣象台 熱帶氣旋信號 |
| ----------------------------- | ----------------------------- | ----------------------------- |
| 上一熱帶氣旋                  | 一號風球                      | 下一熱帶氣旋                  |
| 熱帶風暴芸蒂                  | 一號風球                      | 強烈熱帶風暴錦雯              |
| 颱風森姆                      | 三號風球                      | 強烈熱帶風暴錦雯              |
| 颱風瑪姬                      | 八號西北風球                  | 颱風尤特                      |
| 颱風維克托                    | 八號西南風球                  | 颱風尤特                      |
| 颱風瑪姬                      | 八號風球                      | 颱風尤特                      |
| 颱風維克托                    | 九號風球                      | 颱風韋森特                    |
| 颱風布倫登                    | 十號風球                      | 超強颱風天鴿                  |

## 註解
1. ↑  .   [2018-12-12]. （原始内容存档于2018-09-19）.
2. 1 2  Choy, Chun Wing; Lau, Dick Shum; He, Yuheng. . Royal Meteorological Society. 2020-07-06  [2020-10-02]. doi:10.1002/wea.3797. （原始内容存档于2022-06-09） （英语）.
3. 1 2  . 無綫電視《新聞檔案》. 2018-10-04  [2019-12-30]. （原始内容存档于2019-12-29）.
4. ↑  香港天文台提供的路徑圖顯示最接近澳門時在氣象局總部之東北偏北約23公里掠過。
5. 1 2 3 4 5 6 7 8  （繁體中文）氣象觀測年報﹣熱帶氣旋1999年，地球物理暨氣象局
6. 1 2 3  選擇語言>氣候>澳門百年氣候 （页面存档备份，存于），地球物理暨氣象局
7. 1 2 3 4  颱風約克(9915)的報告 （页面存档备份，存于），香港天文台
8. 1 2  （简体中文）. 新浪網. 1999-09-17. （原始内容存档于2014-04-13）.
9. ↑  「澳門深圳珠江口滿目瘡痍」，東方日報，1999年9月17日A14版專題新聞
10. 1 2 3 4 5 6  （繁體中文）「珠海經濟損失一億元」，澳門日報，1999年9月17日
11. 1 2 3 4 5  依據香港天文台的路徑圖及JTWC的報告而定
12. ↑  十一點新聞 （页面存档备份，存于），亞視新聞，1999年9月16日
13. 1 2 3 4 5 6  （繁體中文）「約克襲粵奪九命 穗風災停課學生打機樂」，蘋果日報，1999年9月18日A22版兩岸社會
14. 1 2 3 4 5 6 7 8 9  （繁體中文）「珠海陸海空交通幾陷癱瘓 大橋封閉水電通訊受破壞」，澳門日報，1999年9月17日
15. 1 2 3 4 5 6 7 8  （繁體中文）「司機不理勸告強行開車 深汕車禍港客一死七傷」，蘋果日報，1999年9月18日A13版本港新聞
16. 1 2 3  （繁體中文）「冒風雨赴深圳至汕尾出事 閩旅遊巴翻車六死34傷」，蘋果日報，1999年9月17日

## 外部連結
- （繁體中文）香港天文台關於颱風約克的資料 （页面存档备份，存于）
- （英文）https://web.archive.org/web/20090826230250/http://metocph.nmci.navy.mil/jtwc.php 聯合颱風警報中心首頁
- （繁體中文）http://www.cwb.gov.tw （页面存档备份，存于） 中央氣象局首頁
- （日語）http://www.jma.go.jp/jma/index.html （页面存档备份，存于） 日本氣象廳首頁
- （英文）http://www.pagasa.dost.gov.ph/ （页面存档备份，存于） 菲律賓大氣地球物理和天文管理局首頁
- （繁體中文）http://www.hko.gov.hk （页面存档备份，存于） 香港天文台首頁
- （繁體中文）http://www.smg.gov.mo （页面存档备份，存于） 澳門地球物理暨氣象局首頁